# Penianthus
Genre
Penianthus est un genre de plantes à fleurs de la famille des Menispermaceae.

## Liste d'espèces
Selon Catalogue of Life (22 septembre 2017) :
- Penianthus camerounensis A.J.F.M. Dekker
- Penianthus longifolius Miers
- Penianthus patulinervis Hutchinson & Dalziel
- Penianthus zenkeri (Engl.) Diels

Selon NCBI (22 septembre 2017) :
- Penianthus longifolius
- Penianthus patulinervis

Selon The Plant List (22 septembre 2017) :
- Penianthus longifolius Miers
- Penianthus patulinervis Hutch. & Dalziel
- Penianthus zenkeri (Engl.) Diels

Selon Tropicos (22 septembre 2017) (Attention liste brute contenant possiblement des synonymes) :
- Penianthus fruticosus Hutch. & Dalziel
- Penianthus gossweileri Exell
- Penianthus longifolius Miers
- Penianthus patulinervis Hutch. & Dalziel
- Penianthus zenkeri (Engl.) Diels